# Синдром Клювера — Бюсі
Синдром Клювера — Бюсі (англ. Klüver—Bucy syndrome) — синдром, для якого характерне ослаблення емоційних реакцій, гіперсексуальність, нав'язливе прагнення доторкнутися до будь-якого предмета або помістити його в рот, порушення харчових звичок, ненажерливість і агнозія.
Захворювання виникає при двосторонньому ураженні медіальних структур скроневих часток мозку (особливо мигдалеподібних тіл), наприклад, при герпетичному енцефаліті або дегенеративних захворюваннях головного мозку .
Вперше описаний в 1937 Генріхом Клювером і Полом Бюсі.
При двосторонньому ураженні гіпокампа у людини розвивається симптомокомплекс мотиваційно-поведінкових розладів, що нагадує синдром Клювера — Бюсі у тварин, тобто порушення сексуальної поведінки, емоційна тупість, ненаситний апетит (поліфагія) і розлади пам'яті, для якого характерна неможливість навчання.